# Courmayeur (eau)
Pour les articles homonymes, voir Courmayeur (homonymie).
Courmayeur est une marque d'eau minérale appartenant à la division eaux du groupe français Roxane.

## Source
Sa source se nomme Youla et se situe à Courmayeur, en Vallée d'Aoste, au pied du mont Blanc. Les installations d'embouteillage se situent à Morgex.

## Distribution
L'eau de Courmayeur est vendue uniquement en France et en Vallée d'Aoste, mais pas dans le reste de l'Italie.

## Composition analytique
- Courmayeur appartient au groupe des eaux fortement minéralisées et riche en calcium.
- Résidu sec à 180 °C  : 2 146 mg/l
- pH : 7,7

| Éléments              | Proportion en mg/l |
| --------------------- | ------------------ |
| Calcium (Ca2+)        | 557                |
| Magnésium (Mg2+)      | 68                 |
| Chlorures (Cl−)       | 0.4                |
| Sodium (Na+)          | 0,6                |
| Potassium (K+)        | 2.7                |
| Sulfates (SO2− 4)     | 1423               |
| Bicarbonates (HCO− 3) | 180                |
| Nitrate (NO− 3)       | < 1                |
| Fluorure (F−)         | < 0.1              |

(chiffres présents sur l'étiquette d'une bouteille d'1 litre achetée en 2020)

## Historique
- La source est connue depuis l'antiquité pour ses eaux thermales.
- Au XVIIe siècle, sous l'impulsion des Ducs de Savoie, le village de Courmayeur voit une amélioration de ses infrastructures pour dynamiser les cures thermales de la région.
- Le 10 avril 2000, lancement de Courmayeur en France.